# 원죄적 본능
《원죄적 본능》(Sins Of Desire)은 미국에서 제작된 짐 위노스키 감독의 1993년 스릴러 영화이다. 루 보나치 등이 주연으로 출연하였고 린다 A. 보게슨 등이 제작에 참여하였다.

## 출연

### 주연
- 루 보나치
- 닉 카사베츠
- 게일 해리스
- 벡키 르보
- 제이 리처드슨
- 델리아 쉐퍼드
- 캐리 스티븐스
- 타냐 로버츠

### 조연
- 파멜라 폰드
- 지나 윌슨
- 잔 마이클 빈센트
- 모니크 페런트
- 로버타 바스퀘즈
- 에이스 마스크

## 기타
- 제작팀장: 젠놀 노필드
- 제작팀장: 타냐 로버츠
- 라인프로듀서: 래리 리턴
- 미술: 애론 오스본
- 의상: 카린 와그너